# Brachylomia elda
Brachylomia elda är en fjärilsart som beskrevs av French 1887. Brachylomia elda ingår i släktet Brachylomia och familjen nattflyn. Inga underarter finns listade i Catalogue of Life.